# Université préfectorale d'Iwate
L'université préfectorale d'Iwate (岩手県立大学, Iwate kenritsu daigaku) est une université publique située dans la ville de Takizawa, dans la préfecture d'Iwate au Japon.